# Peter Wilhelm Lund
Peter Wilhelm Lund (1801. június 14. – 1880. május 25.) dán paleontológus, zoológus, archeológus volt, aki munkája és élete nagy részét Brazíliában végezte és töltötte. Őt tekintik a brazil paleontológia és archeológia atyjának.
Az őskori pleisztocén megafauna fajainak tucatjait ő írta le elsőnek, köztük a híres kardfogú macskafélét, a Smilodon populatort. Ő tette korának úttörő felfedezését, miszerint az emberek egyidejűleg éltek ezen mára kihalt állatfajokkal; e felfedezés okozhatta tudományos munkásságának hirtelen abbahagyását. Teljes gyűjteménye ma a koppenhágai dán természettudományi múzeumban található meg.

## Tanulmányai
Peter Wilhelm Lund koppenhágai tehetős családba született. Már korán érdeklődést mutatott a természettudományok iránt, s orvosi pályára készült, de apja halálát követően a természetrajz iránti szenvedélye arra sarkallta, hogy inkább ez utóbbi felé forduljon a Koppenhágai Egyetemen. Már hallgatóként két díjnyertes disszertációt írt. Egyikük, melyet német nyelven adtak ki, nemzetközi elismerést váltott ki.

## Első útja Brazíliába és visszatérése Európába
Kezdődő tuberkulózisa miatt 1825-ben Brazíliába utazott, s a következő három és fél évet azzal töltötte, hogy Rio de Janeiro környékén növények, madarak és rovarok példányait gyűjtötte, s a régió hangyáiról, csigáiról, madarairól írt.
1829-ben, már újra Európában doktorátust szerzett a Kieli Egyetemen, Itáliába utazott, majd Párizsban állapodott meg, ahol Georges Cuvier hatása alá került. Utóbbi a francia nemzeti természetrajzi múzeumnál az összehasonlító anatómia professzora volt, korának legbefolyásosabb természettudósa és zoológusa.
Discours sur les révolutions de la surface du globe című művében (1825) Cuvier azt feltételezte, hogy a fajok kihalását a világ egyes régióiban bekövetkező természetes katasztrófák okozták. Elmélete szerint egy-egy ilyen katasztrófát követően más régiók faunája odavándorol, s benépesíti a lakatlanná vált területet. Ez a gonodolat az ún. katasztrofizmus, s ez vált Lund tudományos karrierjének mottójává is.

## Visszatérése Brazíliába, őslénytan felé fordulása

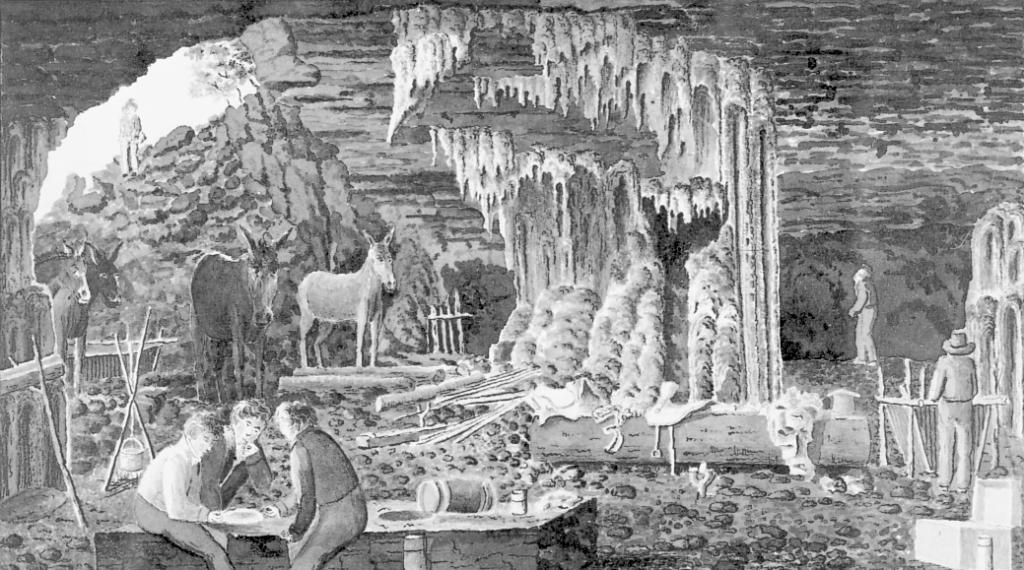
P. W. Lund munka közben a Lappa do Mosquito barlangban, a Minas Gerais állambeli Lagoa Santában; P. A. Brandt műve

1832-ben Lund visszatért Brazíliába, s onnan már sose jött vissza. Az első két évében főleg botanikai példányokat gyűjtött Rio de Janeiro és São Paulo provinciákban. Charles Darwin szintén útba ejtette Riót 1832-ben, de nem tudni, hogy a két természettudós találkozott-e egymással.
1835-ben, amikor Lund a szárazföld belsejében, Minas Gerais provincián keresztül utazott, a sajátos karsztos kőzetformákkal rendelkező Lagoa Santa körzetében számos, jégkorszaki megafaunához tartozó kihalt faj fosszilizálódott csontjaival teli  barlangra talált. Végül le is telepedett Lagoa Santa kis városában, s a következő nyolc évet annak szentelte, hogy kiássa, összegyűjtse, osztályozza és tanulmányozza a kihalt fajok, köztük masztodonok és óriáslajhárok több mint 20 000 csontját. Együtt volt vele Peter Andreas Brandt norvég festő, aki illusztrátorként végigkísérte munkásságát. 1839 és 1859 között Eugen Warming dán botanikus is segítségére volt.
Fajok tucatjainak Lund volt az első leírója, köztük a világhírű kardfogú macskafélének, a Smilodon populatornak is. Kutatómunkáját főleg Lagoa Santa környékén folytatta, mely gazdag barlangokban és karsztformációkban, s ma Belo Horizonte tágabb környezetének északi részét határolja. Szintén egyike volt az elsőknek, akik felismerték, méltányolták és jegyzeteket készítettek a dél-amerikai őskori szikla- és barlangfestményekről.
Aztán 1843-ban Lund figyelemreméltó felfedezést tett: egy súlyos szárazság során egy elárasztott barlang mélyén 30 ember fosszilis csontjára és koponyájára bukkant. Mivel ezeket a leleteket rég kihalt fajok maradványai között találta, nem volt más következtetés, minthogy az ember és az őskori állatok egy időben éltek, s ez teljesen szembement Cuvier katasztrofista elméletével.

## Korai visszavonulása, öregkora

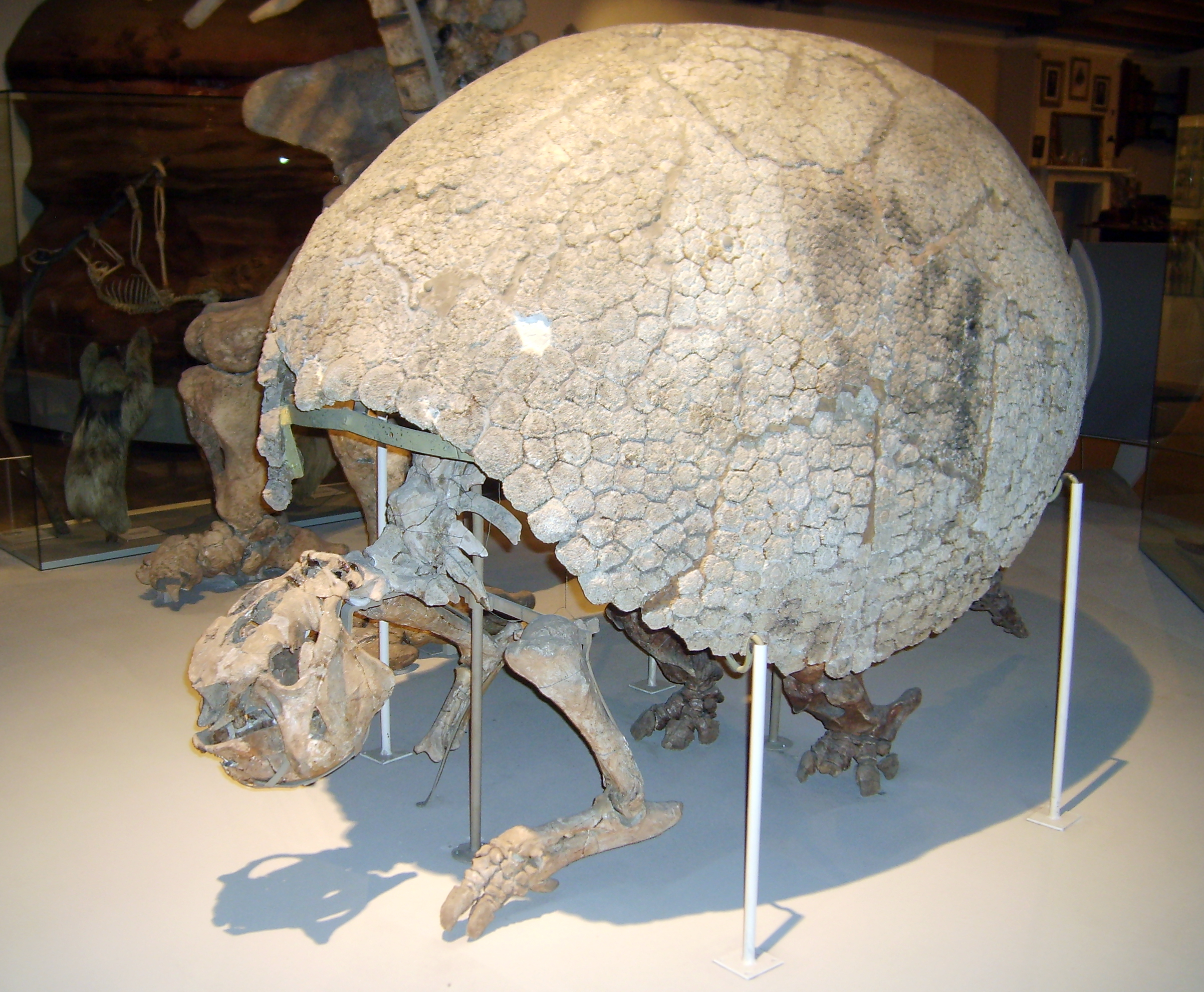
Santiago Roth által Argentinában begyűjtött Glyptodon-fosszília a koppenhágai zoológiai múzeumban

Csupán egy évvel úttörő jelentőségű emberi maradványleletét követően, az ásatások finanszírozásának elégtelenségére hivatkozva, Lund hirtelen abbahagyta barlangokkal való foglalatosságát. Ezután hatalmas gyűjteményét Dánia királyának és népének adományozta. Törékeny egészségi állapotára tekintettel úgy döntött, hogy Lagoa Santában marad, és soha nem tért vissza Európába. Noha lehetséges, hogy Lundot kellemetlenül érintették saját kutatási eredményei, Darwin lelkesedéssel fogadta őket.
A következő 35 évben folyamatos levelezésben állt gyűjteményeinek koppenhágai kurátoraival, s fiatal európai természettudósokat fogadott vendégül. Gyűjteményeinek átfogó tanulmányát E Museo Lundii címmel csak 1888-ban adták ki.
Lund soha nem házasodott meg, s Lagoa Santában, 79. születésnapja előtt három héttel halt meg.

## Öröksége
[[File:Jardimbotanico8.jpg|270px|thumb|Lund mellszobra a Minas Gerais-i Szövetségi Egyetem természetrajzi múzeumában
A barlangot, amelyben Lund a „Lagoa Santa-i embert” felfedezte, ma az 1980-ban létrehozott, 2004 hektáros Sumidouro Állami Park óvja.
A Lundiana tudományos folyóirat az ő nevét viseli. Lundot tartják a „brazil paleontológia és archeológia atyjának”. A brazil tudósokkal és intézetekkel folytatott terjedelmes levelezése máig nincs összegyűjtve.
Egy brazíliai gyíkfaj, a Heterodactylus lundii az ő tiszteletére van elnevezve.
Botanikai szakmunkákban nevének rövidítése: „P.W.Lund”.

## Megjelenése a kultúrában
Henrik Stangerup dán író  'Út Lagoa Santába'  című műve Lund életének megregényesítése, s különösen Lund korai és hirtelen visszavonulására fókuszál, melyre különböző vélelmek szerint tudományos eredményeivel kapcsolatos vallási kétségei késztették.

## Fordítás
- Ez a szócikk részben vagy egészben  a   Peter Wilhelm Lund című angol Wikipédia-szócikk ezen változatának fordításán alapul.  Az eredeti cikk szerkesztőit annak laptörténete sorolja fel. Ez a jelzés csupán a megfogalmazás eredetét és a szerzői jogokat jelzi, nem szolgál a cikkben szereplő információk forrásmegjelöléseként.

## Bibliográfia
- Birgitte Holten,Michael Sterll, Jon Fjeldså: Den forsvundne maler. P.W. Lund og P.A. Brandt i Brasilien. Museum Tusculanum Press. 2009. ISBN 978-87-7289-743-1  (240 pp)[10]
- Jensen, A. (1932) Peter Wilhelm Lund, pp. 110–114 in: Meisen, V. Prominent Danish Scientists through the Ages. University Library of Copenhagen 450th Anniversary. Levin & Munksgaard, Copenhagen.
- Luna, Pedro Ernesto de: Peter Wilhelm Lund: o auge das suas investigações científicas e a razão para o término das suas pesquisas, (in Portuguese) Ph.D. thesis, Universidade de São Paulo, 2007.
- Faria, F.Felipe de A. (2008). „Peter Lund and the questioning of Catastrophism (Peter Lund (1801–1880) e o questionamento do Catastrofismo) (in) Filosofia e História da Biologia Volume 3, 2008 – Seleção de Trabalhos do VI Encontro de Filosofia e História da Biologia, pp:139-156 (disponível em http://www.abfhib.org/FHB/FHB-03/FHB-v03-08-Frederico-Felipe-Faria.pdf)”. Philosophy & History of Biology = Filosofia e História da Biologia, Kiadó: ABFHIB. ISSN 1983-053X.